# Elecciones generales de San Vicente y las Granadinas de 1957
Elecciones generales tuvieron lugar en San Vicente y las Granadinas el 12 de septiembre de 1957. El resultado fue una victoria para el Partido Político del Pueblo, el cual obtuvo cinco de ocho escaños. La participación electoral fue de 70,9%.

## Resultados
| Partido                             | Votos  | %    | Escaños | +/–   |
| ----------------------------------- | ------ | ---- | ------- | ----- |
| Partido Político del Pueblo         | 9 702  | 49,4 | 5       | +2    |
| Partido Laborista de San Vicente    | 3 741  | 19,0 | 0       | Nuevo |
| Movimiento Popular de Liberación    | 2 981  | 15,2 | 1       | Nuevo |
| Independientes                      | 3 325  | 16,4 | 2       | –     |
| Votos en blanco/nulos               | 2 285  | –    | –       | –     |
| Total                               | 21 943 | 100  | 8       | 0     |
| Electores registrados/participación | 30 960 | 70,9 | –       | –     |
| Fuente: Nohlen                      |        |      |         |       |